# Daddy’s Home (album Big Daddy Kane’a)
Daddy’s Home – szósty studyjny album amerykańskiego rapera Big Daddy Kane'a. Został wydany w 1994 roku.

## Lista utworów
| Nr | Tytuł                                     | Producent(ci)  | Wykonawcy                                                                   |
| -- | ----------------------------------------- | -------------- | --------------------------------------------------------------------------- |
| 1  | „Daddy’s Home"                            | L.G.           | Big Daddy Kane                                                              |
| 2  | „Brooklyn Style...Laid Out"               | Easy Mo Bee    | Big Daddy Kane, Scoob Lover                                                 |
| 3  | „In the PJ's"                             | Big Daddy Kane | Big Daddy Kane, Scoob Lover                                                 |
| 4  | „Show & Prove”                            | DJ Premier     | Big Daddy Kane, Scoob Lover, Sauce Money, Shyheim, Jay-Z, Ol’ Dirty Bastard |
| 5  | „Lyrical Gymnastics"                      | L.G.           | Big Daddy Kane                                                              |
| 6  | „That's How I Did 'Em"                    | Easy Mo Bee    | Big Daddy Kane                                                              |
| 7  | „Sex According to the Prince of Darkness" | Da Rock        | Big Daddy Kane                                                              |
| 8  | „Forties & a Bottle of Moet"              | Big Daddy Kane | Big Daddy Kane                                                              |
| 9  | „The Way It's Goin' Down”                 | Easy Mo Bee    | Big Daddy Kane                                                              |
| 10 | „Somebody's Been Sleeping in my Bed"      | Big Daddy Kane | Big Daddy Kane                                                              |
| 11 | „W.G.O.N.R.S."                            | Big Daddy Kane | Big Daddy Kane, Easy Dred, Junior P                                         |
| 12 | „Let Yourself Go"                         | Kool T, Crush  | Big Daddy Kane                                                              |
| 13 | „Don't Do it to Yourself"                 | Big Daddy Kane | Big Daddy Kane, Scoob Lover                                                 |

## Notowania

### Album
| Rok  | Album        | Najwyższa pozycja | Najwyższa pozycja      | Najwyższa pozycja |
| Rok  | Album        | Billboard 200     | Top R&B/Hip Hop Albums |                   |
| 1994 | Daddy’s Home | 155               | 26                     |                   |

### Single
| Rok  | Singel        | Najwyższa pozycja | Najwyższa pozycja                | Najwyższa pozycja |
| Rok  | Singel        | Billboard Hot 100 | Hot R&B/Hip-Hop Singles & Tracks | Hot Rap Singles   |
| 1994 | „In the PJ's" | -                 | -                                | 31                |